# Zdroje (powiat tucholski)
Zdroje (niem. Sdroie, 1939–1945) – wieś w Polsce położona w województwie kujawsko-pomorskim, w powiecie tucholskim, w gminie Cekcyn.
W latach 1975–1998 miejscowość należała administracyjnie do województwa bydgoskiego. Według Narodowego Spisu Powszechnego (III 2011 r.) liczyła 313 mieszkańców. Jest czwartą co do wielkości miejscowością gminy Cekcyn. Na górze cmentarnej we wsi znajduje się kapliczka Matki Boskiej. W Zdrojach urodził  się współzałożyciel i przywódca Gryfu Pomorskiego Józef Dambek.